# Czajakowa

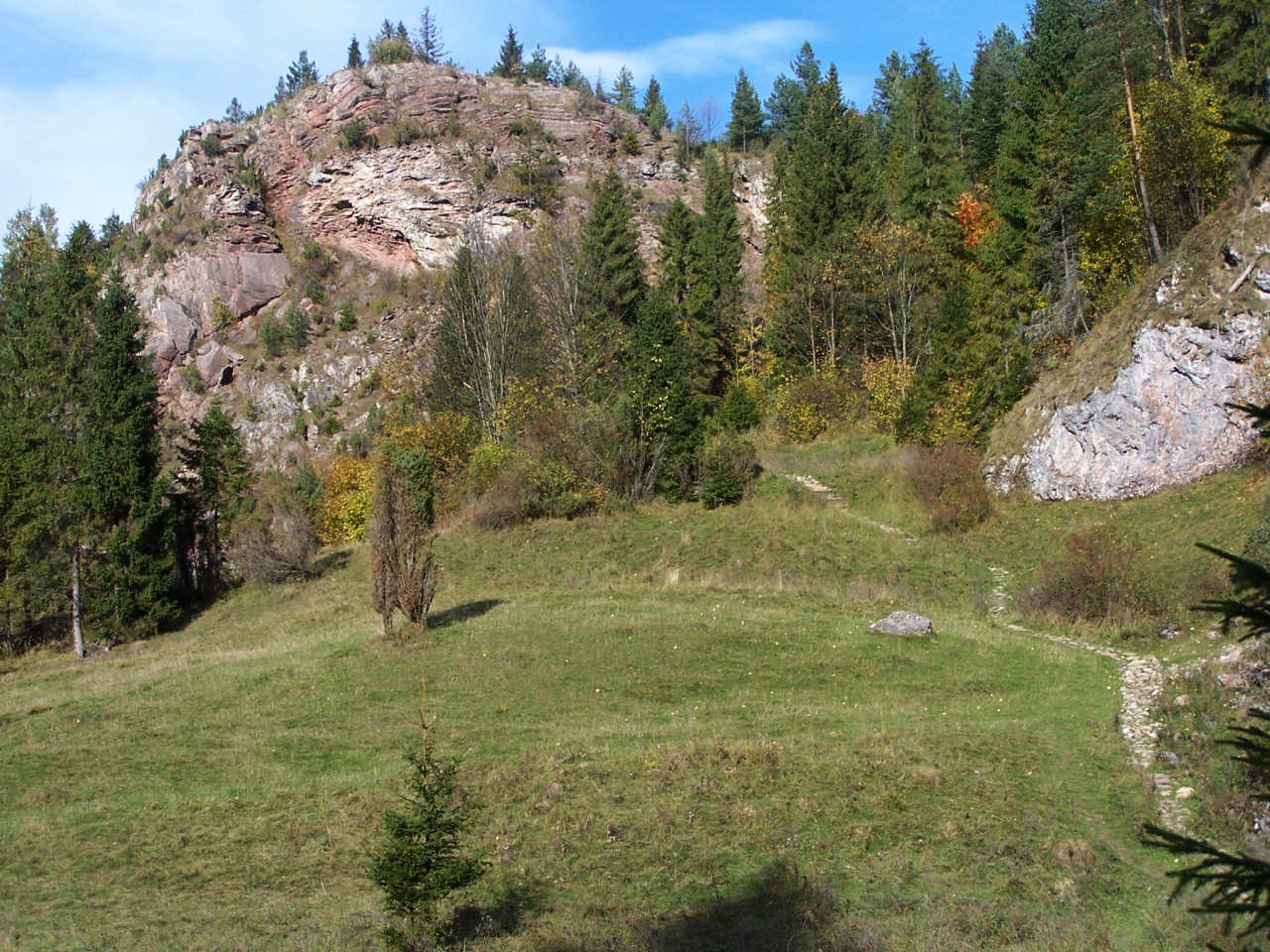
Czajakowa Skała i Dubantowska Polana

Czajakowa, Czajakowa Skała – wybitna skała w górnej części Wąwozu Homole w Małych Pieninach. Ma wysokość 707 m n.p.m.
Skała wznosi się nad Dubantowską Polaną, na której często odpoczywają turyści zwiedzający rezerwat przyrody Wąwóz Homole. Prowadzi do niej ułożona z kamieni ścieżka dydaktyczna wokół Dubantowskiej Polany. Miejsce bardzo atrakcyjne widokowo, również o dużych wartościach przyrodniczych. Od strony polany skała ma stromą, niemal pionową, prawie nagą ścianę. Ma ciekawą budowę geologiczną. Zbudowana jest z czerwonych i zielonych radiolarytów oraz krzemionkowych wapieni, przewarstwionych marglistymi lub ilastymi łupkami. Występuje w niej fałd obalony, a skała pochodzi z okresu górnej jury (oxford – kimeryd). Tworzące ją radiolaryty położone są na radiolarytach z formacji Sokolicy i przykryte bulastymi formami wapieni czorsztyńskich. Od nazwy tej skały pochodzi nazwa całej formacji, tzw. radiolaryty z Czajakowej, należące do grupy Homole.
Czajakowa należała do nieistniejącej już wsi Biała Woda, obecnie znajduje się w granicach wsi Jaworki w województwie małopolskim, w powiecie nowotarskim, w gminie Szczawnica.

## Szlaki turystyczne
Przez Dubantowską Polanę prowadzi szlak turystyki pieszej. Od Dubantowskiej Polany ścieżka wspina się podmokłą i zarastającą łąką do polanki Jemeriska. Dla ułatwienia jej przejścia wykonano drewniane schodki. Przy Jemeriskach ścieżka wychodzi na leśną drogę wiodącą wzdłuż potoku Kamionka do polanki Za Potok, dalej pasterskimi halami pod szczyt Wysokich Skałek.
 – Jaworki – Wąwóz Homole – Dubantowska Polana – Jemeriska – Za Potok – Polana pod Wysoką – Wysokie Skałki. Czas przejścia 1 h 45 min, z powrotem 1 h 15 min.